# Ken Bugul - La république des enfants
Ken Bugul - La république des enfants è un film del 1990 diretto da Moussa Sene Absa.

## Trama
Ken e Jeeli sono due ragazzi di 12 anni. Desiderosi di conoscere la città, decidono di abbandonare l'isola di Gorée, dove vivono con la famiglia, e scappano a Dakar. Ma la città li accoglie impietosa: in breve tempo i due fanno amicizia con altri ragazzi che si guadagnano la vita con piccoli mestieri.
Espulsi tutti quanti da Dakar, emigrano in gruppo verso l'interno del Paese. Il viaggio è lungo ed estenuante, infine arrivano in un villaggio abbandonato, dove trovano un vecchio pastore che fa loro da maestro di vita. Nasce così la "Repubblica dei ragazzi".